# Myint Swe
Myint Swe (em birmanês: မြင့်ဆွေ; Mandalai, 24 de junho de 1951 – Nepiedó, 7 de agosto de 2025) foi um oficial do Exército Mon mianmarense que atuou como presidente interino de Mianmar de 1 de fevereiro de 2021, após um golpe de Estado, até julho de 2024.

## Morte
Em 7 de agosto de 2025, Myint Swe morreu aos 74 anos em um hospital militar em Nepiedó após uma longa doença envolvendo distúrbios neurológicos e neuropatia periférica.